# Городок чекистов
«Городок чекистов» (официальное название Жилищный комбинат НКВД) в Екатеринбурге — комплекс зданий в стиле конструктивизма, историко-архитектурный памятник, построенный в 1929—1936 годах в квартале улиц Ленина — Луначарского — Первомайская — Кузнечная. Архитекторы — И. П. Антонов, В. Д. Соколов, А. М. Тумбасов, А.Н.Стельмащук.
Комплекс является памятником культуры федерального значения.

## Архитектура

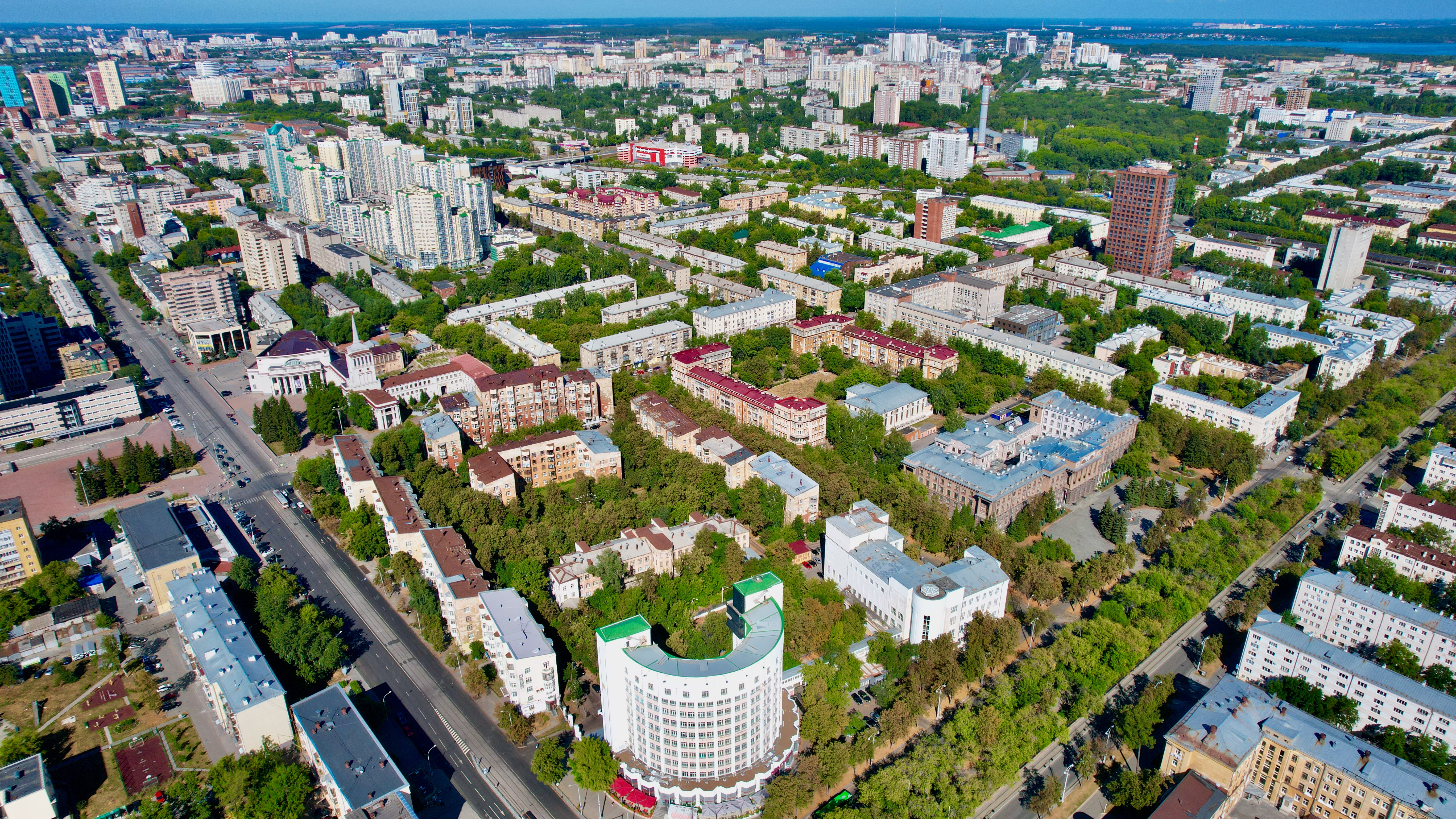
Вид с высоты

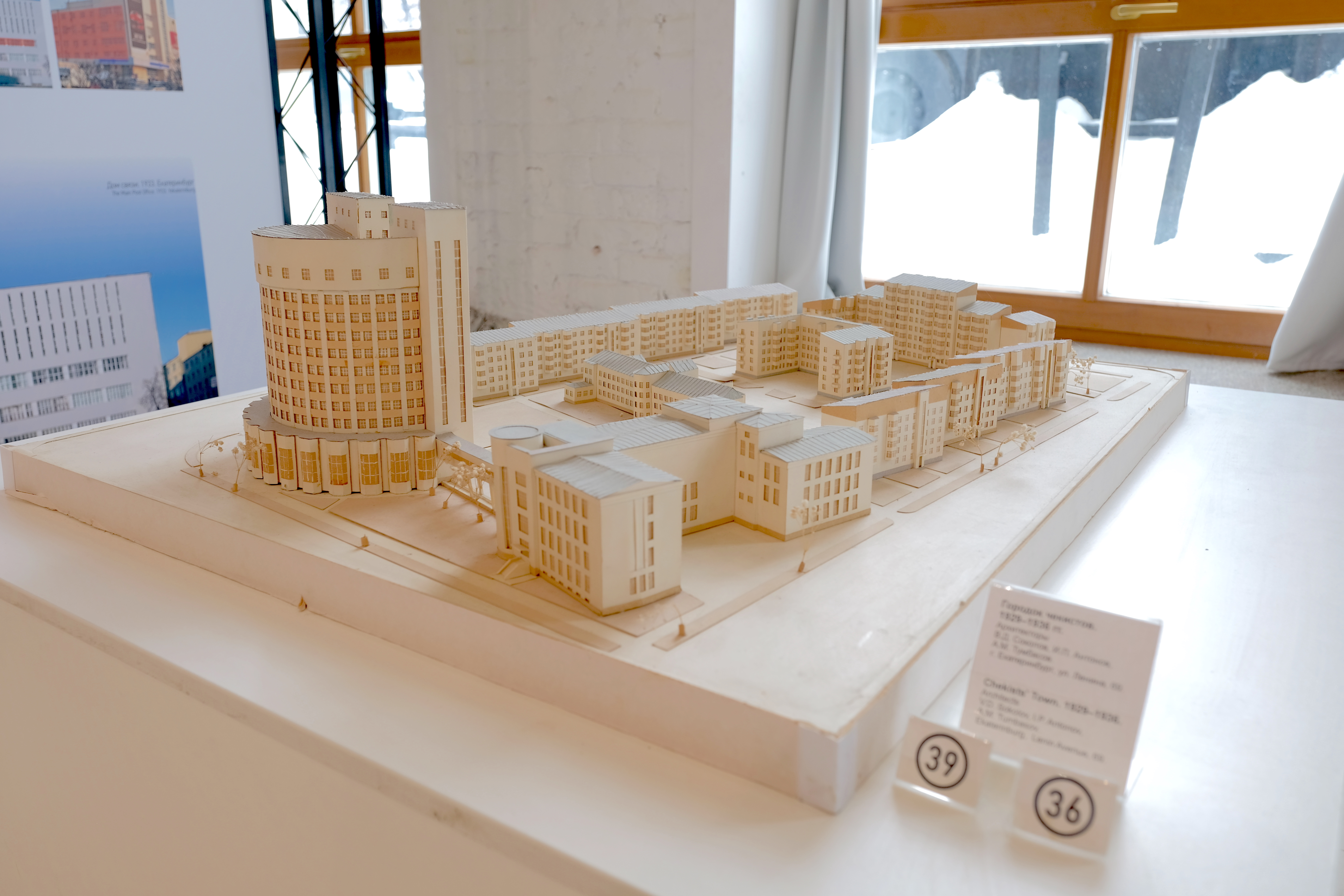
Модель комплекса зданий в Музее архитектуры и дизайна в Екатеринбурге

Комплекс «Городка чекистов» состоит из 14 корпусов. В пятиэтажных жилых корпусах № 2-8 и 13 (построенных в 1932 году), 5-8-этажном № 14 (с четырьмя лифтами, 1936 год) расположены 444 квартиры, нумерация сплошная для всего комплекса. Корпуса развёрнуты на 10 градусов относительно красной линии улиц, что создаёт в развитии квартала пространственный ритм и динамику. В первом подъезде корпуса № 2 квартиры элитные, большой площади (3-комнатные — 97 м² и 4-комнатные 114 м²). Корпус № 1 — одиннадцатиэтажная гостиница «Исеть» (1934 год, 97 номеров, большинство площадью 18 м², первоначально — общежитие). Корпус № 10 — здание Дворца культуры им. Ф. Дзержинского (1934, сейчас здание занимает Свердловский областной краеведческий музей). Корпус № 12 — административный (в нём располагались также медицинские, образовательные и иные учреждения). Некоторые корпуса комплекса были объединены подземными переходами через подвалы, которые имели несколько уровней под землёй. Например, в подвале поликлиники были устроены баня и прачечная. Внешний периметр не имеет промежутков, ворота комплекса располагаются только с двух сторон. Сверху корпуса «Исети» и ДК напоминал форму серпа и молота, а пилообразная конфигурация внешних зданий — образ развевающихся знамён, но официального подтверждения заложенного в проект смысла никогда не было.
Самое большое здание необычной полукруглой формы, проектировалось как «общежитие для одиноких, малосемейных и командированных». Оно стало первым капитальным зданием в этом районе. Впоследствии было перепрофилировано в гостиницу «Исеть», ставшую одним из символов Екатеринбурга.
В соседнем четырёхэтажном здании с боковым цилиндром, соединённом с гостиницей надземным переходом, разместился «Дом культуры им. Ф. Э. Дзержинского». Клуб охватывал почти все сферы жизни чекистов за стенами НКВД. Здесь было два зала — один большой актовый, и малый под крышей ДК, столовая, два пионерских клуба, военторг и окружной универмаг, базировались две хоккейные команды, которые были в городке чекистов, музыкальный детский коллектив и авиамодельные кружки. Также в ДК была мебельная мастерская, которая на заказ делала мебель для горожан. Здесь сохранился единственный в городе конструктивистский интерьер — мраморная винтовая лестница, закрученная против часовой стрелки, перекрытие над которой украшено пентаграммой. В подвале располагался тир около 100 метров длиной со скошенным потолком.

Гостиница «Исеть»
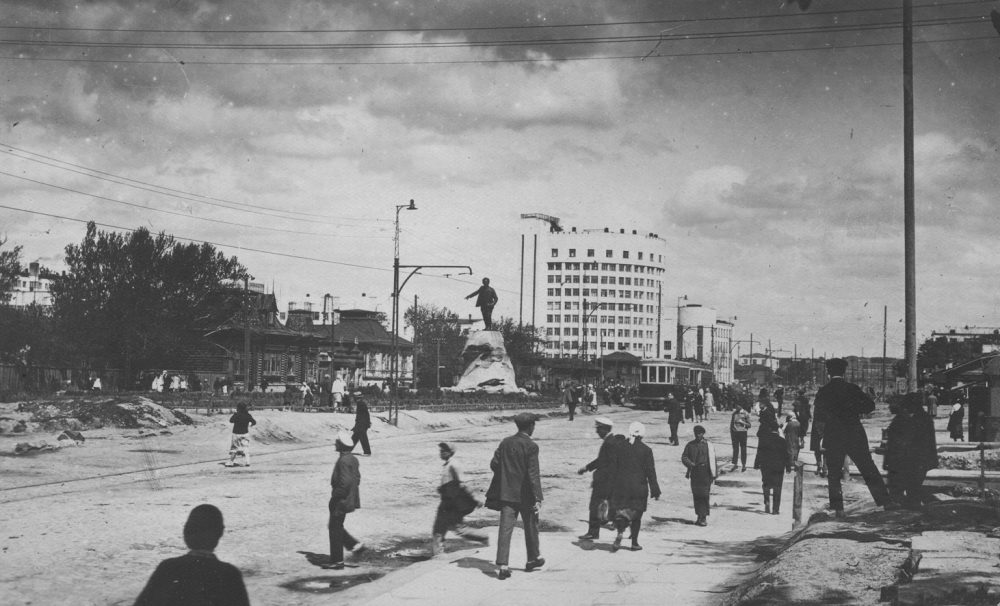
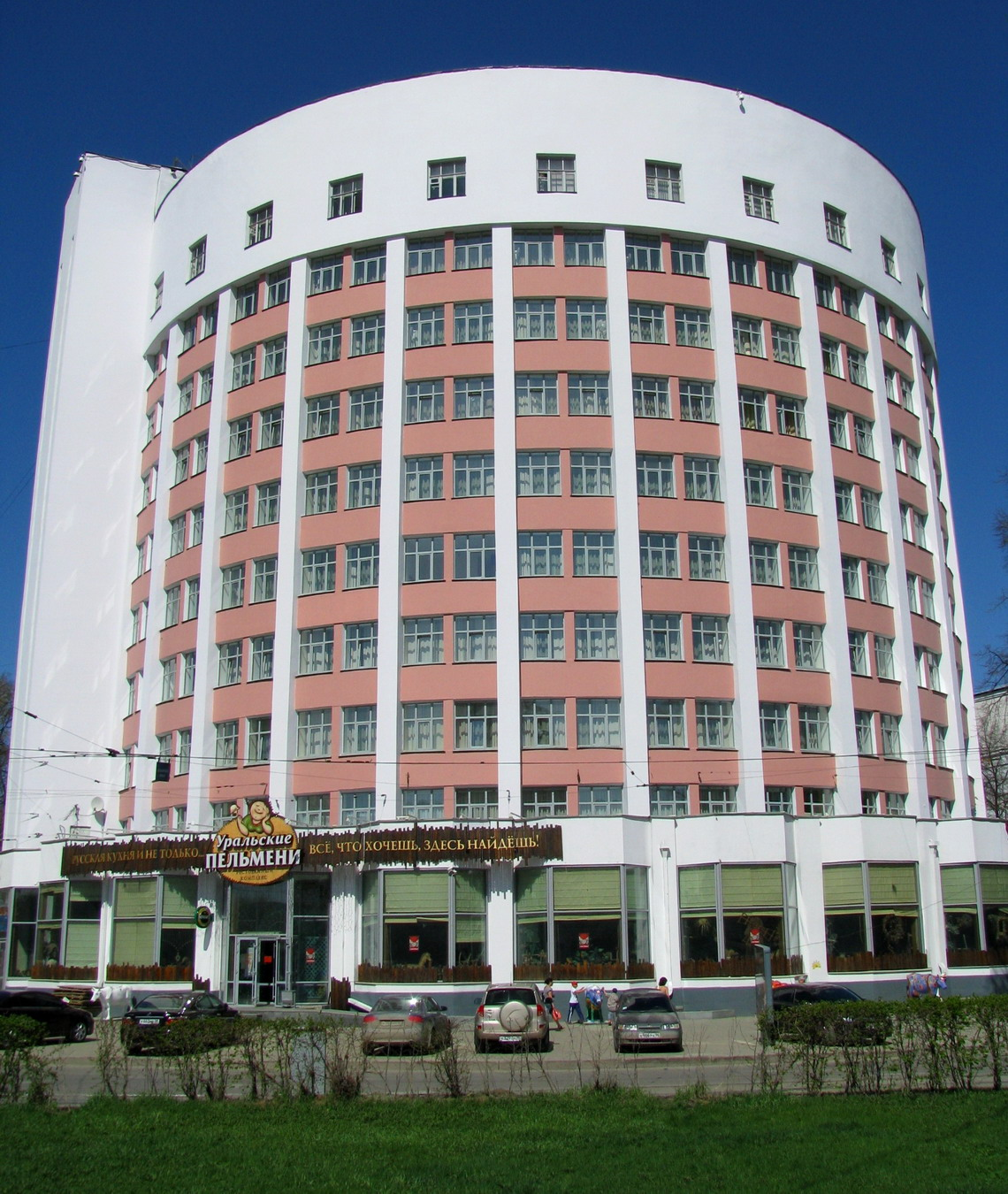
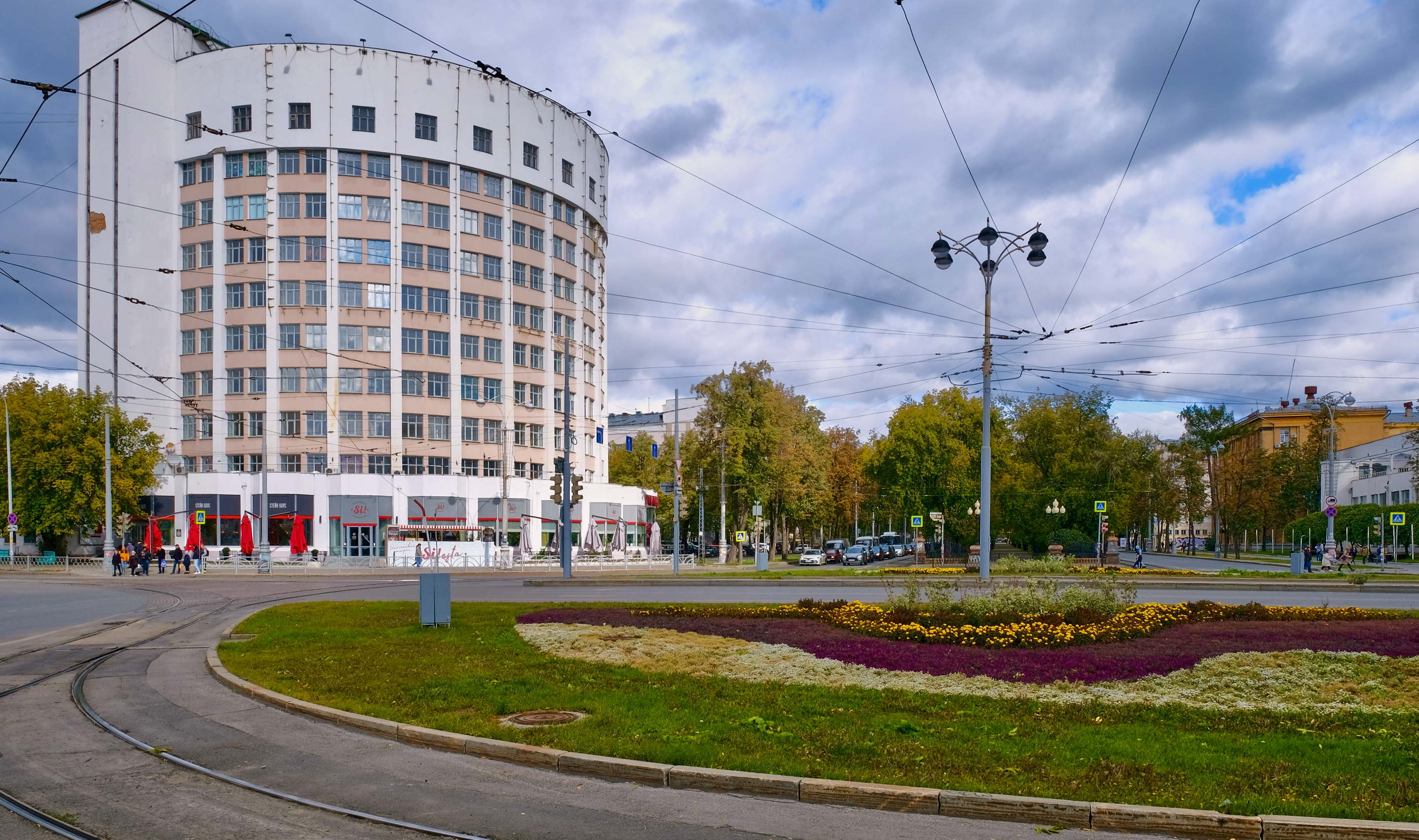
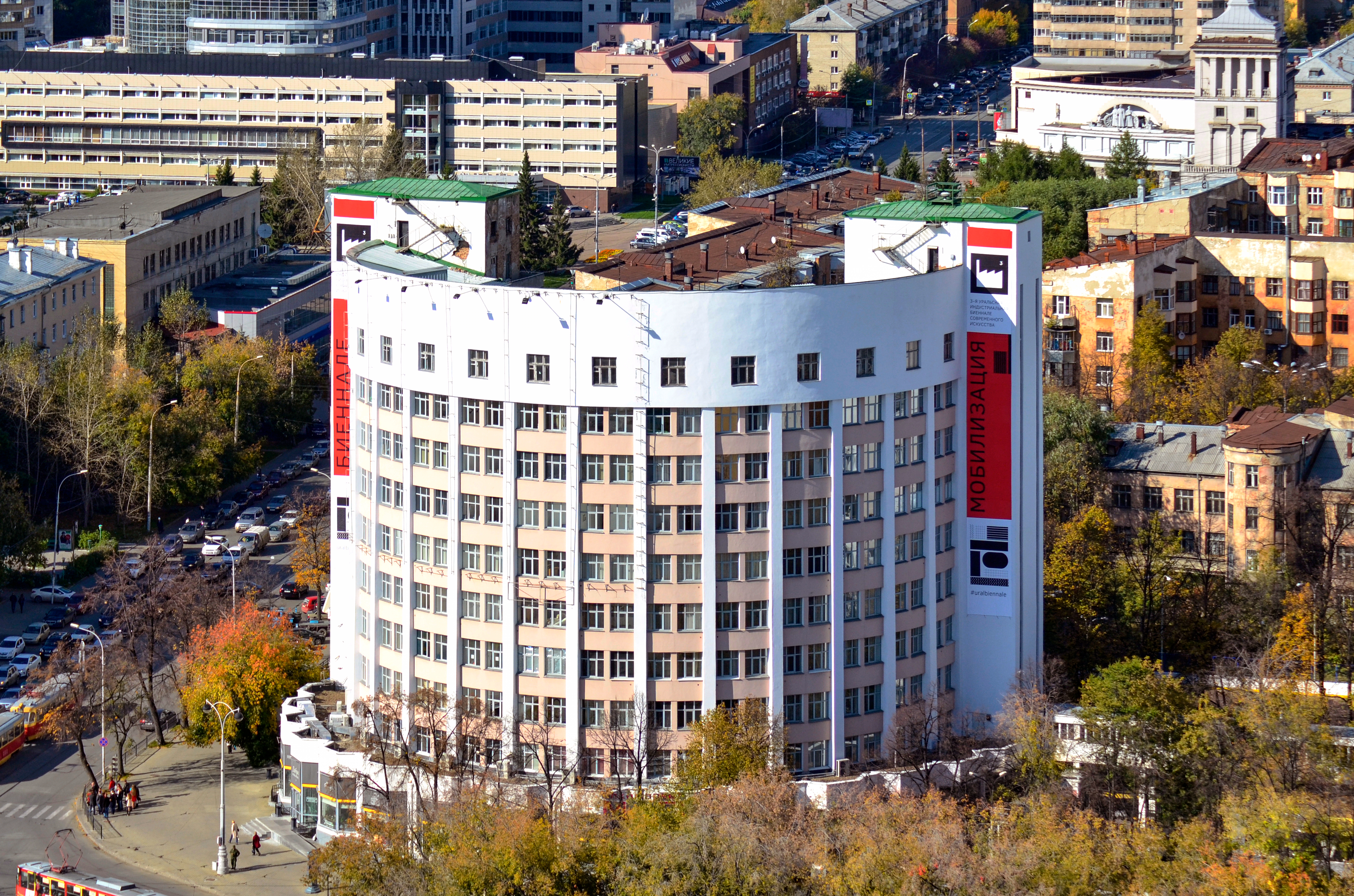
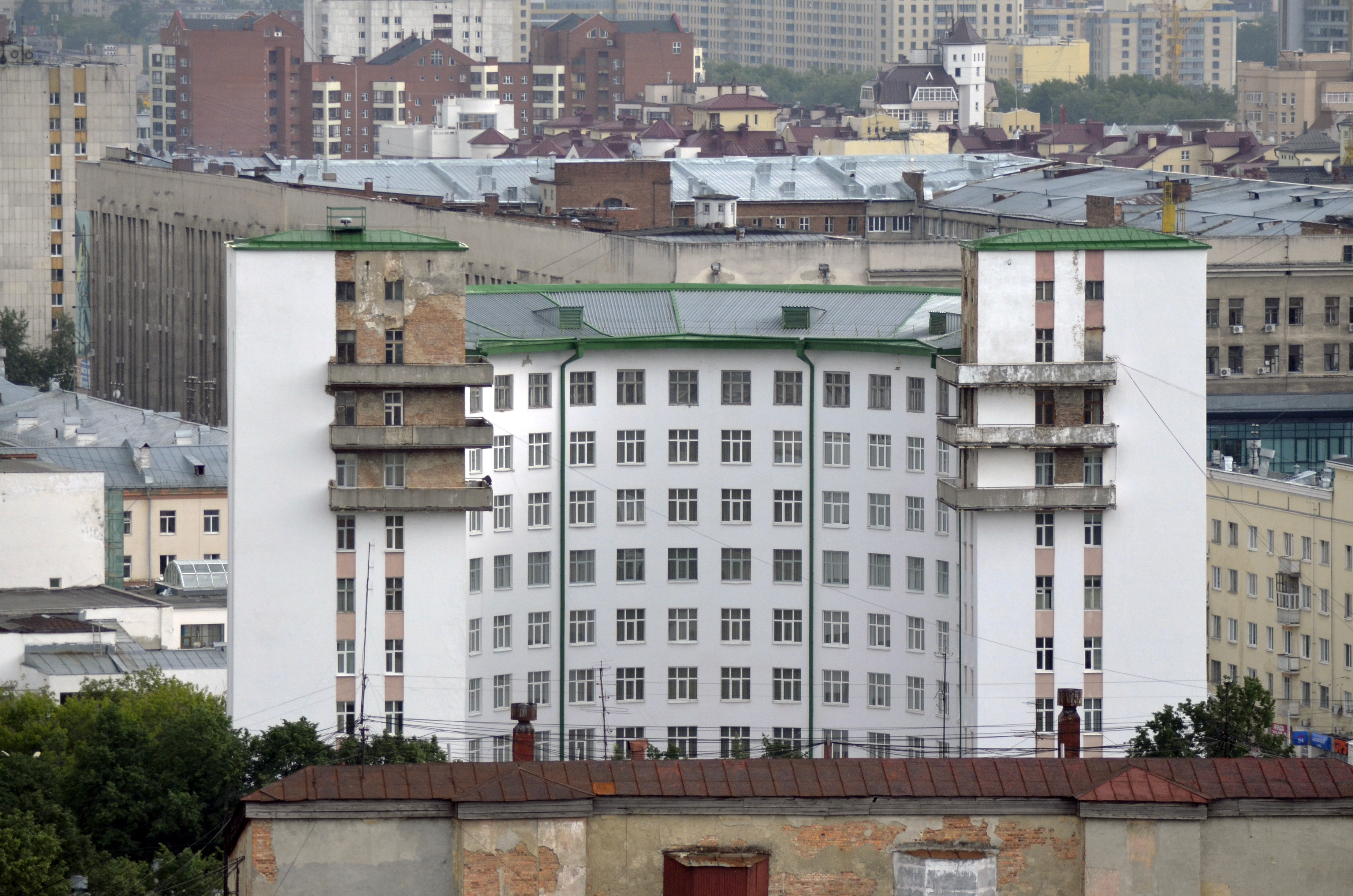
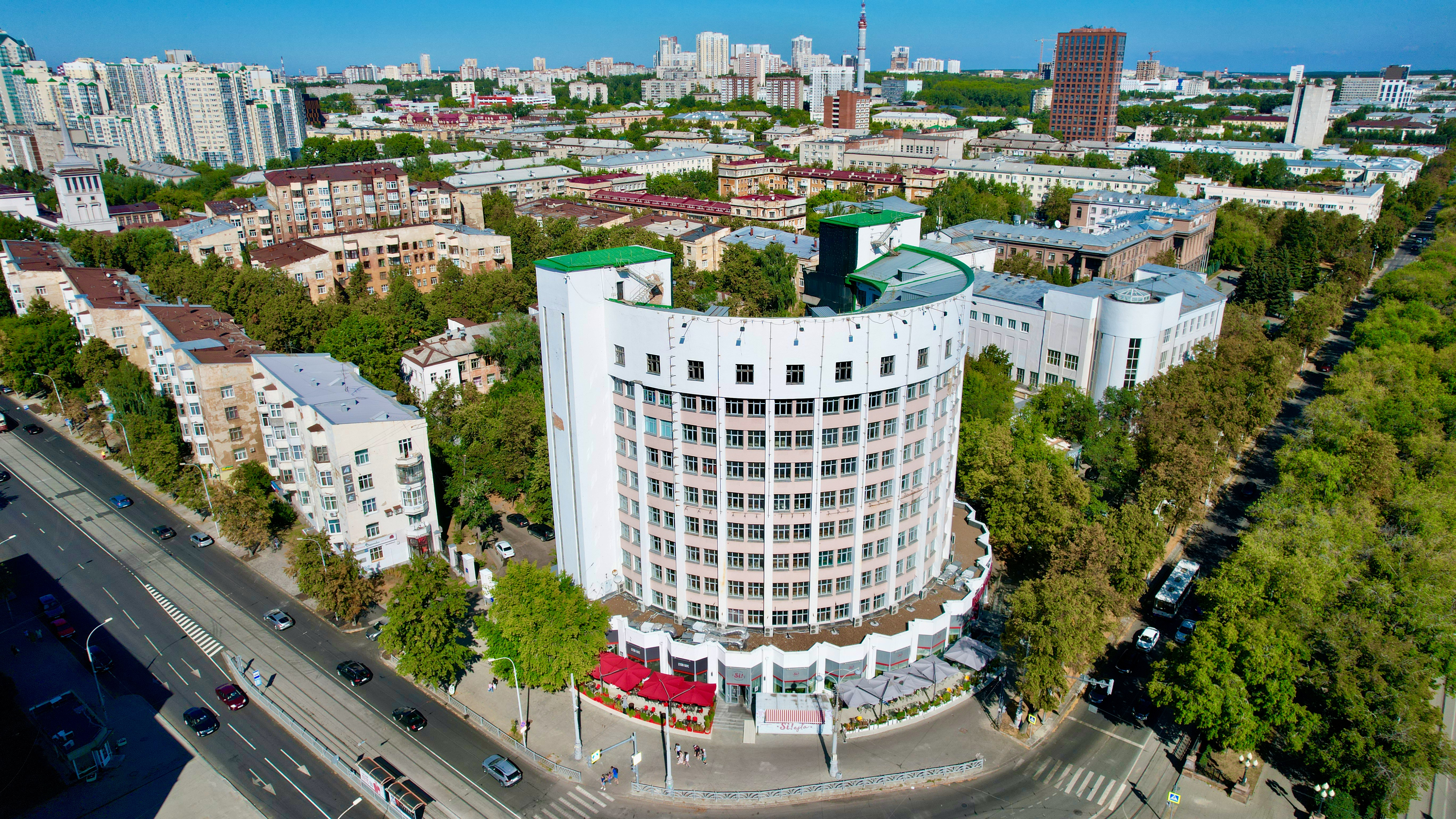
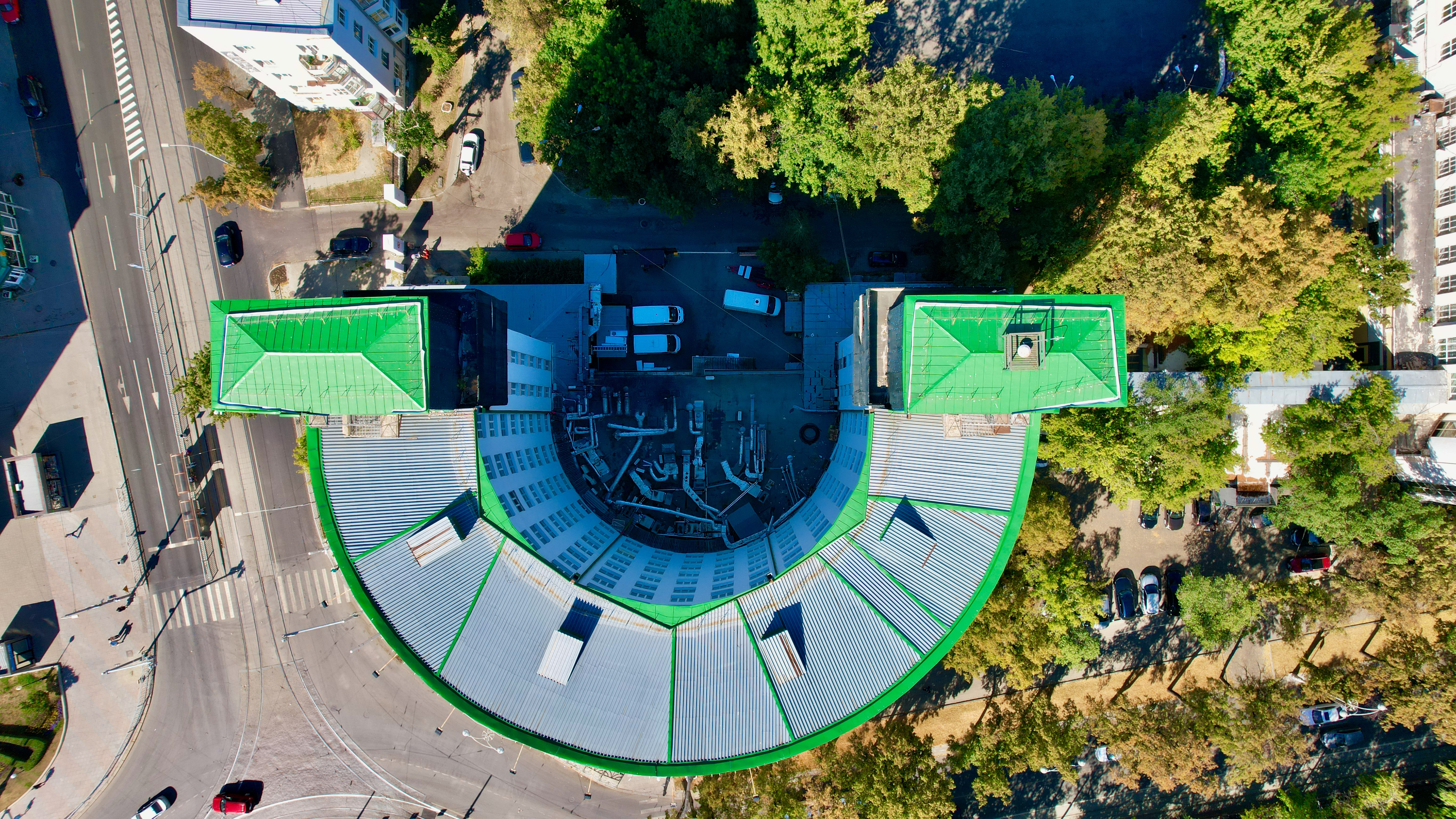

## История
На месте городка до 1848 года было кладбище, так как это была окраина города. К 1920-м годам здесь преобладала 1-2-этажная деревянная застройка. Частью масштабного строительства в Свердловске стал жилой комплекс, возведённый по заказу НКВД-ОГПУ для проживания командного состава (поэтому он и получил наименование городок чекистов, которое и указывалось в адресе телефонного справочника 1935 года). Проект разработан группой архитекторов под руководством Ивана Антонова, в его основе была идея нового быта людей, объединённых в коммуну.
Для решения проблем быта и отдыха жителей в городке специально были построены клуб, столовая, прачечная, поликлиника, детский сад, фабрика-кухня (личные кухни не предусматривались, только позже практически во всех квартирах жители провели перепланировку с обустройством кухонь; газовые плиты размещались в небольших нишах в прихожих).
Строительством комплекса ведало непосредственно «Строительное бюро Уральского ПП ОГПУ». Оно же обеспечивало стройку рабочей силой — бывшими краснодарскими и ставропольскими «кулаками», которых каждое утро приводили на стройку пешей колонной под охраной, а вечером уводили обратно в бараки на нынешней улице Челюскинцев.
Кирпичи подвозили на стройку на телегах, а дальше строители бегали с ними по деревянным настилам.
После окончания строительства комплекс зданий получил названия — «Жилкомбинат НКВД», гостиница «Спорт» и «Исеть». В советское время вход и выход на территорию городка был возможен лишь по пропускам, существовали посты охраны. При более позднем ремонте в квартирах нередко обнаруживали подслушивающие устройства. Домоуправление комплекса было подчинено непосредственно УНКВД Свердловской области (якобы у коменданта были дубликаты ключей от всех квартир). Современным исследователям оказались недоступны списки жильцов 20-х — 30-х годов: домовые книги были либо засекречены, либо вовсе уничтожены. ДК Дзержинского был мощной агитационной и пропагандистской площадкой. Начиная с января 1937 года, в актовом зале клуба проходили процессы над «врагами народа», которых привозили со стороны улицы Кузнечной на «чёрных воронках» ГАЗ-М-1. Очень скоро в числе пассажиров «воронков» стали появляться и сами обитатели городка. Ходят легенды о существовавших между зданиями подземных помещениях и ходах, где якобы допрашивали и расстреливали людей.

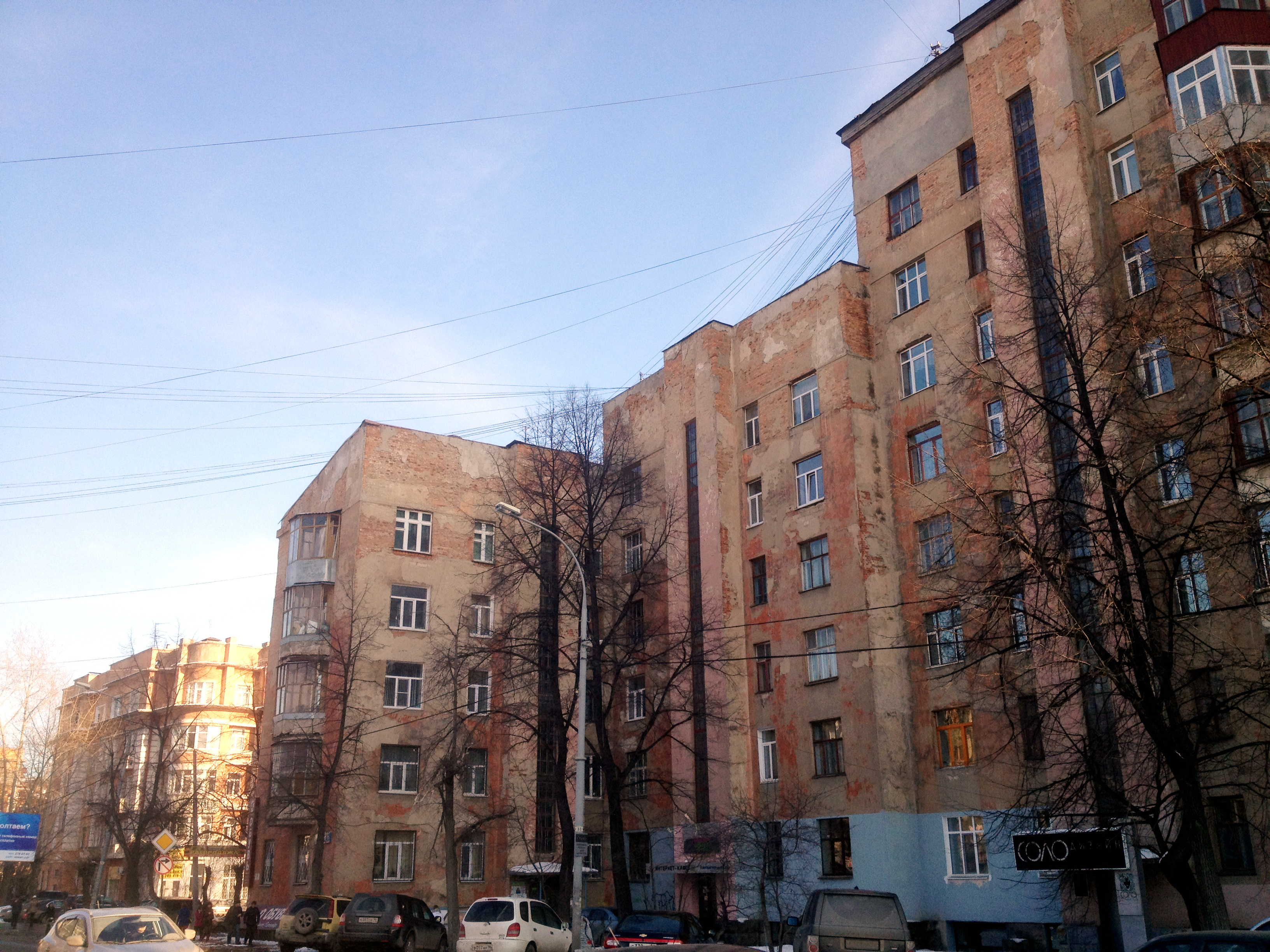
Дома со стороны ул. Первомайской

В 1958 году общежитие передали Горисполкому и в течение пары лет расселили жильцов, после чего вывели из жилого фонда. В 1962 году вместо общежития была организована гостиница «Спорт» с магазином спорттоваров «Динамо» на первом этаже. В 1970-е годы «Спорт» трансформировался в «Исеть», а магазин — в ресторан. Свыше 20 лет крышу гостиницы украшал лозунг «Вперёд, к коммунизму!». После распада СССР гостиница существовала в формате «три звезды», это объект культурного наследия федерального значения. В 2003—2006 годах в гостинице был проведён капитальный ремонт со второго по девятый этаж, заменены инженерные коммуникации. В 2008—2009 годах проведены ремонтно-реставрационные, в том числе, противоаварийные работы по фасаду объекта, реконструкция кровельного покрытия с заменой деревянных стропильных конструкций на металлические. Была закрыта в 2013 году в связи с аварийным состоянием. По планам «Исеть» станет многофункциональным гостиничным комплексом. В ней будут гостиничные номера и конференц-залы. На первом этаже долгое время располагался знаменитый ресторан «Уральские пельмени», который затем сменил вывеску.
Клуб Дзержинского просуществовал до 1990-х годов, когда вышел приказ о передаче здания Свердловскому областному краеведческому музею. Он должен был переехать сюда из Вознесенской церкви, которую вернули Русской православной церкви. Когда приспосабливали здание под музей, был уничтожен уникальный авангардный интерьер кинозала. Главной достопримечательностью экспозиции является памятник самая большая и самая древняя известная человечеству деревянная скульптура — Шигирский идол. В 2004 году музей первым в стране принял выставку яиц Фаберже, возвращённых в Россию.
За всё время существования городка здания с деревянными перекрытиями не подвергались капитальному ремонту, в них изношены инженерные коммуникации. Чтобы привлечь внимание к проблемам городка, проводятся различные акции.